# Polythlipta
Polythlipta is een geslacht van vlinders van de familie van de grasmotten (Crambidae), uit de onderfamilie van de Spilomelinae. De wetenschappelijke naam voor dit geslacht is voor het eerst gepubliceerd in 1863 door Julius Lederer. Lederer beschreef ook de eerste soort uit het geslacht, Polythlipta macralis uit Indonesië, die als typesoort is aangeduid.

## Soorten
- P. albicaudalis Snellen, 1880
- P. annulifera (Walker, 1866)
- P. camptozona Hampson, 1910
- P. cerealis Lederer, 1863
- P. conjunctalis Caradja, 1925
- P. distinguenda Grünberg, 1910
- P. distorta Moore, 1888
- P. divaricata Moore, 1885
- P. euroalis (Swinhoe, 1889)
- P. guttiferalis Hampson, 1909
- P. inconspicua (Moore, 1888)
- P. liquidalis Leech, 1889
- P. macralis Lederer, 1863
- P. maculalis South, 1901
- P. nodiferalis (Walker, 1866)
- P. ossealis Lederer, 1863
- P. peragrata Moore, 1888
- P. rivulalis (Snellen, 1890)
- P. vagalis (Walker, 1866)